# Ringvassøy
Ringvassøy (lap. Ráneš) – szósta co do wielkości wyspa Norwegii. Administracyjnie należy do okręgu Troms i podzielona jest między gminy: Tromsø i Karlsøy. Najwyższym punktem jest szczyt Soltindan (1051 m n.p.m.). Znajduje się tu długie na 10 km jezioro Skogsfjordvatnet.